# Arad Challenger 2014
L'Arad Challenger 2014 è stato un torneo di tennis facente parte della categoria ATP Challenger Tour nell'ambito dell'ATP Challenger Tour 2014. È stata la 4ª edizione del torneo che si è giocato ad Arad in Romania dal 2 all'8 giugno 2014 su campi in terra rossa e aveva un montepremi di 35 000 €+H.

## Partecipanti singolare

### Teste di serie
| Nazionalità          | Giocatore       | Ranking* | Testa di serie |
| -------------------- | --------------- | -------- | -------------- |
| Spagna               | Pere Riba       | 84       | 1              |
| Romania              | Victor Hănescu  | 85       | 2              |
| Canada               | Frank Dancevic  | 121      | 3              |
| Romania              | Adrian Ungur    | 128      | 4              |
| Bosnia ed Erzegovina | Damir Džumhur   | 129      | 5              |
| Austria              | Gerald Melzer   | 140      | 6              |
| Argentina            | Guido Andreozzi | 148      | 7              |
| Romania              | Marius Copil    | 151      | 8              |

* Ranking al 26 maggio 2014.

### Altri partecipanti
Giocatori che hanno ricevuto una wild card:
- Vasile Antonescu
- Patrick Ciorcilă
- Petru-Alexandru Luncanu
- Constantin Sturdza

Giocatori che sono passati dalle qualificazioni:
- Bruno Sant'anna
- Franco Škugor
- Martín Cuevas
- Nikola Ćaćić

Giocatori che hanno ricevuto un entry come alternate:
- Aldin Šetkić

Giocatori che hanno ricevuto un entry con un protected ranking:
- Daniel Kosakowski

## Partecipanti doppio

### Teste di serie
| Nazionalità | Giocatore       | Nazionalità   | Giocatore     | Ranking* | Testa di serie |
| ----------- | --------------- | ------------- | ------------- | -------- | -------------- |
| Moldavia    | Radu Albot      | Nuova Zelanda | Artem Sitak   | 295      | 1              |
| Austria     | Sebastian Bader | Austria       | Gerald Melzer | 433      | 2              |
| Croazia     | Franko Škugor   | Croazia       | Antonio Veić  | 438      | 3              |
| Croazia     | Toni Androić    | Croazia       | Nikola Mektić | 541      | 4              |

* Ranking al 26 maggio 2014.

### Altri partecipanti
Coppie che hanno ricevuto una wild card:
- Marius Copil /  Constantin Sturdza
- Victor Crivoi /  Patrick Grigoriu
- Petru-Alexandru Luncanu /  Adrian Ungur

## Vincitori

### Singolare
Damir Džumhur ha battuto in finale  Pere Riba con il punteggio di 6–4, 7–6(3)

### Doppio
Franko Škugor /  Antonio Veić hanno battuto in finale  Radu Albot /  Artem Sitak con il punteggio di 6–4, 7–6(3)